# Хронологія поширення COVID-19 (листопад 2021)
Стаття описує поширення коронавірусу тяжкого гострого респіраторного синдрому-2, що спричинив спалах коронавірусної хвороби 2019, у листопаді 2021 року. Уперше хвороба була зареєстрована в місті Ухань у КНР у грудні 2019 року.

## Хронологія пандемії

### 1 листопада
- Малайзія повідомила про 4626 нових випадків хвороби, внаслідок чого загальна кількість випадків досягла 2476268. Зареєстровано 5299 одужань, загальна кількість одужань зросла до 2380060. Повідомлено про 63 смерті, кількість померлих зросла до 28975.[1]
- Нова Зеландія повідомила про 166 нових випадків хвороби, внаслідок чого загальна кількість випадків досягла 6594. Одужали 3 хворих, загальна кількість одужань зросла до 4650. Кількість померлих залишилася на рівні 28. Було 1916 активних випадків (1882 з місцевою передачею вірусу та 34 на кордоні).[2]
- У Сінгапурі повідомили про 2470 нових випадків хвороби, у тому числі 2189 з місцевою передачею вірусу, 278 у гуртожитках і 3 завезених, загальна кількість випадків зросла до 200844. Було повідомлено про 14 смертей, кількість померлих зросла до 421.[3]
- Україна повідомила про 13936 нових випадків за добу та 298 нових смертей за добу, загальна кількість випадків зросла до 2936238 і 68027 відповідно; загалом одужало 2442098 хворих.[4]

### 2 листопада
Щотижневий звіт Всесвітньої організації охорони здоров'я:
- У Малайзії повідомили про 5071 новий випадок хвороби, загальна кількість випадків зросла до 2481339. Зареєстровано 5372 нових одужань, загальна кількість одужань зросла до 2385432. Повідомлено про 70 нових смертей, внаслідок чого кількість померлих зросла до 29045.[6]
- У Новій Зеландії повідомили про 129 нових випадків хвороби, загальна кількість випадків досягла 6723. Зареєстровано 81 одужання, загальна кількість одужань зросла до 4731. Кількість померлих залишилася на рівні 28. Було 1964 активних випадків хвороби (1929 з місцевою передачею вірусу та 35 на кордоні).[7]
- Сінгапур повідомив про 3496 нових випадків хвороби, у тому числі 3352 з місцевою передачею вірусу, 141 проживали в гуртожитках і 3 завезені, загальна кількість випадків зросла до 204340. Було зареєстровано 9 смертей, кількість померлих зросла до 430.[8]
- Україна повідомила про 19455 нових випадків за добу та 700 нових смертей за добу, загальна кількість зросла до 2955693 та 68727 відповідно; загалом одужало 2454737 хворих.[9]
- У Сполучених Штатах Америки кількість випадків перевищила 46 мільйонів.[10]

### 3 листопада
- Малайзія повідомила про 5291 новий випадок хвороби, загальна кількість випадків зросла до 2486630. Зареєстровано 4947 одужань, загальна кількість одужань зросла до 2390379. Повідомлено про 46 смертей, кількість померлих зросла до 29091.[11]
- Нова Зеландія повідомила про 110 нових випадків хвороби, внаслідок чого загальна кількість випадків досягла 6832. Зареєстровано 11 одужань, загальна кількість одужань зросла до 4742. Кількість померлих залишилася на рівні 28. Налічувалось 2062 активних випадки хвороби (2017 з місцевою передачею вірусу та 45 на кордоні).[12]
- Сінгапур повідомив про 3635 нових випадків хвороби, у тому числі 3223 з місцевою передачею вірусу, 409 проживали в гуртожитках і 3 завезені, загальна кількість випадків зросла до 207975. Було підтверджено 12 смертей, кількість померлих зросла до 442.[13].
- Україна повідомила про 23393 нових випадки хвороби за добу та 720 нових смертей за добу, загальна кількість зросла до 2979086 і 69447 відповідно; загалом одужали 2466674 хворі.[14]
- Габрієль Борич, кандидат у президенти і чинний президент Чилі, отримав позитивний результат тесту на COVID-19.
- Квотербек «Грін-Бей Пекерс» Аарон Роджерс отримав позитивний результат тесту на COVID-19 і був виключений з матчу проти «Канзас-Сіті Чифс».[15]
- Мер Лос-Анджелеса Ерік Гарсетті отримав позитивний результат тесту на COVID-19.[16]

### 4 листопада
- За останні 7 днів Фіджі повідомили про 33 нові випадки в Північному окрузі, 64 випадки в Центральному, 48 у Західному та 2 у Східному окрузі. Кількість померлих досягла 674.[17]
- Німеччина повідомила про рекордно високу кількість 33949 випадків хвороби, загальна кількість випадків зросла до 4672368. Повідомлено про 165 смертей, кількість померлих зросла до 96192.[18]
- Малайзія повідомила про 5713 нових випадків хвороби, загальна кількість випадків зросла до 2492343. Зареєстровано 5865 одужань, загальна кількість одужань зросла до 2396244. Повідомлено про 65 смертей, кількість померлих зросла до 29155.[19]
- Нова Зеландія повідомила про 142 нових випадки хвороби, загальна кількість випадків зросла до 6972. Зареєстровано 17 одужань, загальна кількість одужань зросла до 4759. Кількість померлих залишилася на рівні 28. Було 2185 активних випадків хвороби (2139 з місцевою передачею вірусу та 46 на кордоні).[20]
- Сінгапур повідомив про 3003 нові випадки хвороби, включаючи 2780 з місцевою передачею вірусу, 220 жителів гуртожитків і 3 завезених, загальна кількість випадків зросла до 210978. Було підтверджено 17 смертей, кількість померлих зросла до 459.[21]
- Україна повідомила про рекордні 27377 нових випадків хвороби за добу та перевищила 3 мільйони загальної кількості випадків до 3006463 випадків. Крім того, за добу було зареєстровано 699 нових смертей, загальна кількість смертей зросла до 70146, загалом 2479138 хворих одужали.[22]

### 5 листопада
- З квітня 2021 року на Фіджі зареєстровано 52176 випадків хвороби. Одужали 50054 хворі, налічувалося 957 активних випадків хвороби. Кількість померлих залишилася на рівні 674.[23]
- Малайзія повідомила про 4922 нові випадки хвороби, загальна кількість зросла до 2497265. зареєстровано 5579 одужань, загальна кількість одужань зросла до 2401823. Зареєстровано 47 смертей, кількість померлих зросла до 29202.[24]
- Нова Зеландія повідомила про 167 нових випадків хвороби, загальна кількість випадків зросла до 7138. Зареєстровано 14 одужань, внаслідок чого загальна кількість одужань зросла до 2336. Повідомлено про одну нову смерть, кількість померлих зросла до 29. Було 2336 активних випадків хвороби (46 на кордоні та 2290 з місцевою передачею вірусу).[25]
- Сінгапур повідомив про 1767 нових випадків хвороби, у тому числі 1639 з місцевою передачею вірусу, 120 проживали в гуртожитках і 8 завезених, загальна кількість випадків зросла до 212745. Було підтверджено 9 смертей, кількість померлих зросла до 468.[26]
- Україна повідомила про 26488 нових випадків хвороби за добу та 696 нових смертей за добу, загальна кількість зросла до 3032951 та 70842 відповідно; загалом одужали 2492419 хворих.[27]

### 6 листопада
- Малайзія повідомила про 4701 новий випадок хвороби, загальна кількість випадків зросла до 2501966. Зареєстровано 5382 одужання, загальна кількість одужань зросла до 2407205. Повідомлено про 54 смерті, кількість померлих зросла до 29256.[28]
- У Новій Зеландії повідомили про 207 нових випадків хвороби, загальна кількість випадків досягла 7342. Зареєстровано 14 одужань, кількість одужань зросла до 4787. Зареєстровано 2 смерті, кількість померлих зросла до 31. Було 2524 активних випадки хвороби (45 в керованій ізоляції та 2479 з місцевою передачею вірусу).[29]
- Сінгапур повідомив про 3035 нових випадків хвороби, у тому числі 2928 з місцевою передачею вірусу, 102 мешкали в гуртожитках і 5 завезених, загальна кількість випадків зросла до 215780. Було підтверджено 12 смертей, кількість померлих зросла до 480.[30]
- Україна повідомила про 25063 нові випадки хвороби за добу та рекордні 793 нові випадки смерті за добу, загальна кількість зросла до 3058014 і 71635 відповідно; загалом одужали 2504236 хворих.[31]

### 7 листопада
- Малайзія повідомила про 4343 нові випадки хвороби, загальна кількість випадків зросла до 2506309. Зареєстровано 5190 одужань, загальна кількість одужань зросла до 2412395. Зареєстровано 35 смертей, кількість померлих зросла до 29291.[32]
- У Новій Зеландії повідомили про 114 випадків хвороби, загальна кількість випадків досягла 7456. Зареєстровано 74 одужання, загальна кількість одужань зросла до 4861. Кількість померлих залишилася на рівні 31. Було 2564 активних випадки хвороби (39 на кордоні та 2525 з місцевою передачею вірусу).[33]
- У Сінгапурі повідомили про 2553 нові випадки хвороби, у тому числі 2343 з місцевою передачею вірусу, 205 у гуртожитках і 5 завезених, загальна кількість випадків зросла до 218333. Було підтверджено 17 смертей, кількість померлих зросла до 497.[34]
- Україна повідомила про 17419 нових випадків хвороби за добу та 449 нових смертей за добу, загальна кількість зросла до 3075433 та 72084 відповідно; загалом одужали 2512756 хворих.[35]

### 8 листопада
- Малайзія повідомила про 4543 нові випадки хвороби, загальна кількість випадків зросла до 2510852. Зареєстровано 7348 одужань, загальна кількість одужань зросла до 2419743. Повідомлено про 58 смертей, кількість померлих зросла до 29349.[36]
- Нова Зеландія повідомила про 193 нові випадки хвороби, загальна кількість випадків зросла до 7648. Зареєстоване одне одужання, загальна кількість одужань зросла до 4862. Повідомлено про одну смерть, кількість померлих зросла до 32. Налічувалось 2712 активних випадків хвороби (42 на кордоні та 2754 у керованій ізоляції).[37]
- У Сінгапурі повідомили про 2470 нових випадків хвороби, в тому числі 2307 з місцевою передачею вірусу, 156 у гуртожитках і 7 завезених, загальна кількість випадків зросла до 220803. Було підтверджено 14 смертей, кількість померлих зросла до 511.[38]
- Україна повідомила про 13068 нових випадків хвороби за добу та 473 нові смерті за добу, загальна кількість зросла до 3088501 і 72557 відповідно; загалом одужали 2520956 хворих.[39]
- За даними Університету Джонса Гопкінса, кількість випадків коронавірусної хвороби та смертей у світі досягла 250 мільйонів і 5,04 мільйона відповідно.[40]

### 9 листопада
Щотижневий звіт Всесвітньої організації охорони здоров'я:
- На Фіджі зареєстровано 51 новий випадок хвороби. Повідомлялося про одну нову смерть, кількість померлих зросла до 675.[42]
- Малайзія повідомила про 5403 нові випадки хвороби, загальна кількість випадків зросла до 2517173. Зареєстровано 5311 одужань, загальна кількість одужань зросла до 2425943. Зареєстровано 78 смертей, кількість померлих зросла до 29427.[43]
- Нова Зеландія повідомила про 128 нові випадки хвороби. Зареєстровано 56 одужань, внаслідок чого загальна кількість одужань досягла 4918. Кількість померлих залишилася на рівні 32. Налічувалось 2825 активних випадків хвороби (2788 з місцевою передачею вірусу та 37 на кордоні).[44]
- Сінгапур повідомив про 3397 нових випадків хвороби, в тому числі 3222 з місцевою передачею вірусу, 169 проживали в гуртожитках і 6 завезених, загальна кількість випадків зросла до 224200. Було підтверджено 12 смертей, кількість померлих зросла до 523.[45]
- Україна повідомила про 18988 нових випадків хвороби за добу та рекордні 833 нових смерті за добу, загальна кількість зросла до 3107489 і 73390 відповідно; загалом одужали 2537565 хворих.[46]
- У Ботсвані отримано перший зразок варіанту Омікрон.[47][48]

### 10 листопада
- Малайзія повідомила про 6243 нові випадки хвороби, загальна кількість випадків зросла до 2522498. Зареєстровано 5068 одужань, загальна кількість одужань зросла до 2430122. Зареєстровано 59 смертей, кількість померлих зросла до 29486.[49]
- Нова Зеландія повідомила про 149 нових випадків хвороби, загальна кількість випадків хвороби зросла до 7922. 5 хворих одужали, загальна кількість одужань зросла до 4923. Кількість померлих залишилася на рівні 32. Налічувалось 2967 активних випадків хвороби (35 на кордоні та 2932 з місцевою передачею вірусу).[50]
- Сінгапур повідомив про 3481 новий випадок хвороби, в тому числі 3244 з місцевою передачею вірусу, 229 проживали в гуртожитках і 8 завезених, загальна кількість випадків зросла до 227681. Було підтверджено 17 смертей, кількість померлих зросла до 540.[51]
- Україна повідомила про 23283 нові випадки хвороби за добу та 815 нових смертей за добу, загальна кількість зросла до 3130772 та 74205 відповідно; загалом одужали 2553842 хворі.[52]

### 11 листопада
- Фіджі повідомили про 4 смерті в Західному окрузі, внаслідок чого кількість померлих досягла 679.[53]
- Німеччина повідомила про рекордний рівень у 50196 випадків хвороби за добу, загальна кількість випадків зросла до 4894250. Повідомлено про 235 смертей, кількість померлих зросла до 97198.[54]
- Малайзія повідомила про 6323 нові випадки хвороби, загальна кількість випадків зросла до 2528821. Зареєстровано 5337 одужань, загальна кількість одужань зросла до 2435459. Повідомлено про 49 смертей, кількість померлих зросла до 29535.[55]
- У Новій Зеландії повідомили про 185 нових випадків хвороби, загальна кількість випадків досягла 8107. Зареєстровано 60 одужань, загальна кількість одужань зросла до 4983. Повідомлено про одну смерть, внаслідок чого кількість померлих зросла до 33. Налічувався 3091 активний випадок хвороби (35 на кордоні та 3056 випадків місцевої передачі вірусу).[56]
- Сінгапур повідомив про 2396 нових випадків хвороби, у тому числі 2243 з місцевою передачею вірусу, 136 у гуртожитках і 17 завезених, загальна кількість випадків зросла до 230077. Було підтверджено 8 смертей, кількість померлих зросла до 548.[57]
- Україна повідомила про 24747 нових випадків хвороби за добу та 652 нові смерті за добу, загальна кількість випадків зросла до 3155519 і 74857 відповідно; загалом одужали 2572738 хворих.[58]

### 12 листопада
- Канада повідомила про 2616 нових випадків хвороби і 43 нових смерті.[59]
- Малайзія повідомила про 6517 нових випадків хвороби, внаслідок чого загальна кількість випадків досягла 2535338. Зареєстровано 6026 одужань, загальна кількість випадків зросла до 2441485. Повідомлено про 41 смерть, кількість померлих зросла до 29576.[60]
- Нова Зеландія повідомила про 202 нових випадки хвороби, загальна кількість випадків зросла до 8306. Зареєстровано 15 одужань, загальна кількість одужань зросла до 4998. Кількість померлих залишилася на рівні 33. Налічувачулось 3275 активних випадків (33 на кордоні та 3242 з місцевою передачею вірусу).[61]
- Сінгапур повідомив про 3099 нових випадків, у тому числі 2965 з місцевою передачею вірусу, 128 у гуртожитках і 6 завезених, загальна кількість випадків зросла до 233176. Було підтверджено 14 смертей, кількість померлих зросла до 562.[62]
- Україна повідомила про 24058 нових випадків хвороби за добу та 750 нових смертей за добу, загальну кількість зросла до 3179577 і 75607 відповідно; загалом одужали 2594679 хворих.[63]

### 13 листопада
- Малайзія повідомила про 5809 нових випадків хвороби, внаслідок чого загальна кількість випадків досягла 2541147. Зареєстровано 4712 одужань, загальна кількість одужань зросла до 2446197. Зареєстровано 55 смертей, кількість померлих зросла до 29631.[64]
- У Новій Зеландії повідомили про 177 нових випадків хвороби, загальна кількість випадків досягла 8482. Зареєстровано 45 одужань, загальна кількість одужань зросла до 5043. Кількість померлих залишилася на рівні 33. Налічувалось 3406 активних випадків хвороби (33 на кордоні та 3373 з місцевою передачею вірусу).[65]
- Кількість випадків COVID-19 у Росії перевищила 9 мільйонів.
- У Сінгапурі повідомили про 2304 нові випадки хвороби, у тому числі 2179 з місцевою передачею вірусу, 120 у гуртожитках і 5 завезених, загальна кількість випадків зросла до 235480. Було підтверджено 14 смертей, кількість померлих зросла до 576.[66]
- Україна повідомила про 23572 нові випадки хвороби за добу та 695 нових смертей за добу, загальна кількість зросла до 3203149 і 75607 відповідно; загалом одужали 2620094 хворі.[67]
- У Сполучених Штатах Америки кількість випадків хвороби перевищила 47 мільйонів.[68]

### 14 листопада
- Канада повідомила про 1475 нових випадків хвороби, загальна кількість випадків зросла до 1748391.[69]
- У Німеччині кількість випадків COVID-19 перевищила 5 мільйонів.[70]
- Малайзія повідомила про 5162 нові випадки хвороби, загальна кількість випадків зросла до 2546309. Зареєстровано 5019 одужань, загальна кількість одужань зросла до 2451216. Зареєстровано 45 смертей, кількість померлих зросла до 29676.[71]
- Нова Зеландія повідомила про 210 нових випадків хвороби, внаслідок чого загальна кількість випадків досягла 8692. Зареєстровано 47 одужань, загальна кількість одужань зросла до 5090. Кількість померлих залишилася на рівні 33. Налічувалось 3569 активних випадків хвороби (34 на кордоні та 3535 з місцевою передачею вірусу).[72]
- Сінгапур повідомив про 1723 нові випадки хвороби, включаючи 1651 з місцевою передачею вірусу, 66 проживали в гуртожитках і 6 завезених, загальна кількість випадків зросла до 237203. Було підтверджено 10 смертей, кількість померлих зросла до 586.[73]
- Україна повідомила про 14490 нових випадків хвороби за день і 403 нові смерті за день, загальна кількість зросла до 3217639 і 76705 відповідно; загалом одужали 2631240 хворих.[74]

### 15 листопада
- Канада повідомила про 2221 новий випадок хвороби, загальна кількість випадків зросла до 1752517.[75]
- Малайзія повідомила про 5143 нові випадки хвороби, загальна кількість випадків зросла до 2551452. Зареєстровано 4551 одужання, загальна кількість одужань зросла до 2455767. Зареєстровано 53 смерті, кількість померлих зросла до 29729.[76]
- Нова Зеландія повідомила про 174 нових випадки хвороби, загальна кількість випадків зросла до 8866. 86 хворих одужали, загальна кількість одужань досягла 5176. Повідомлено про одну смерть, кількість померлих зросла до 34. Налічувалось 3656 активних випадків хвороби (34 на кордоні та 3622 з місцевою передачею вірусу).[77]
- Сінгапур повідомив про 2069 нових випадків хвороби, у тому числі 1964 з місцевою передачею вірусу, 101 проживав у гуртожитках і 4 завезених, загальна кількість випадків зросла до 239272. Було підтверджено 8 смертей, кількість померлих зросла до 594.[78]
- Україна повідомила про 10802 нові випадки хвороби за добу та 442 нові смерті за добу, загальна кількість випадків зросла до 3228441 та 77147 відповідно; загалом одужали 2642459 хворих.[79]

### 16 листопада
Щотижневий звіт Всесвітньої організації охорони здоров'я:
- Канада повідомила про 1592 нові випадки хвороби, загальна кількість випадків зросла до 1754375.[81]
- Фіджі повідомили про 32 нових випадки хвороби за останні 3 дні. Крім того, було повідомлено про 14 нових смертей, кількість померлих зросла до 694.[82]
- Малайзія повідомила про 5413 випадків, загальна кількість випадків зросла до 2556865. Зареєстровано 6013 одужань, загальна кількість одужань зросла до 2461780. Зареєстровано 40 смертей, кількість померлих зросла до 29769.[83]
- Нова Зеландія повідомила про 222 нових випадки хвороби, загальна кількість випадків зросла до 9088. Зареєстровано 6 одужань, загальна кількість одужань зросла до 5182. Повідомлено про одну смерть, кількість померлих зросла до 35. Налічувався 3871 активний випадок хвороби (34 на кордоні та 3837 з місцевою передачею вірусу).[84]
- Сінгапур повідомив про 2069 нових випадків хвороби, у тому числі 2021 з місцевою передачею вірусу, 43 мешкали в гуртожитках і 5 завезених, загальна кількість випадків зросла до 241341. Зареєстровано 18 смертей, кількість померлих зросла до 612.[85]
- Україна повідомила про 16308 нових випадків хвороби за добу та рекордні 838 нових смертей за добу, загальна кількість зросла до 3244749 і 77985 відповідно; загалом одужали 2664373 хворі.[86]

### 17 листопада
- Канада повідомила про 2434 нові випадки хвороби, загальна кількість випадків зросла до 1756824.[87]
- Малайзія повідомила про 6228 нових випадків хвороби, внаслідок чого загальна кількість випадків досягла 2563153. Зареєстровано 4743 одужання, загальна кількість одужань зросла до 2466523. Зареєстровано 68 смертей, кількість померлих зросла до 29837.[88]
- Нова Зеландія повідомила про 197 нових випадків хвороби, загальна кількість випадків зросла до 9285. Зареєстровано 17 одужань, загальна кількість одужань зросла до 5199. Кількість померлих залишилася на рівні 35. Налічувався 4051 активний випадок хвороби (28 на кордоні, 4022 з місцевою передачею вірусу та 1 досліджувався).[89]
- Сінгапур повідомив про 3474 нові випадки хвороби, включно 3320 з місцевою передачею вірусу, 144 проживали в гуртожитках і 10 завезених, загальна кількість випадків зросла до 244815. Було підтверджено 7 смертей, кількість померлих зросла до 619.[90]
- Україна повідомила про 18668 нових випадків хвороби за добу та 769 нових смертей за добу, загальна кількість випадків зросла до 3263417 і 78754 відповідно; загалом одужали 2684584 хворі.[91]

### 18 листопада
- В Австрії кількість випадків COVID-19 перевищила один мільйон.[92]
- Канада повідомила про 2681 новий випадок хвороби, загальна кількість випадків зросла до 1759560.[87]
- Малайзія повідомила про 6380 нових випадків хвороби, загальна кількість випадків до 2569533. Зареєстровано 5760 одужань, загальна кількість одужань зросла до 2472283. Зареєстровано 55 смертей, кількість померлих зросла до 29892.[93]
- У Новій Зеландії повідомили про 167 нових випадків хвороби, загальна кількість випадків досягла 9452. Зареєстровано 26 одужань, загальна кількість одужань зросла до 5225. Кількість померлих залишилася на рівні 35. Налічувалось 4192 активні випадки хвороби (28 на кордоні, 4163 з місцевою передачею вірусу та один досліджувався).[94]
- Сінгапур повідомив про 2038 нових випадків хвороби, у тому числі 1964 з місцевою передачею вірусу, 67 проживали в гуртожитках і 7 завезених, загальна кількість випадків зросла до 246853. Було підтверджено 6 смертей, кількість померлих зросла до 625.[95]
- Україна повідомила про 20591 новий випадок хвороби за добу та 752 нових випадки смерті за добу, загальна кількість зросла до 3284008 і 79506 відповідно; загалом одужали 2704217 хворих.[96]

### 19 листопада
- Канада повідомила про 2897 нових випадків хвороби, загальна кількість випадків зросла до 1762438.[97]
- Малайзія повідомила про 6355 нових випадків хвороби, загальна кількість зросла до 2575888. Зареєстровано 5031 одужання, загальна кількість одужань зросла до 2477314. Зареєстровано 45 смертей, кількість померлих зросла до 29937.[98]
- Нова Зеландія повідомила про 200 нових випадків хвороби, загальна кількість випадків зросла до 9652. Зареєстровано 65 одужань, загальна кількість одужань зросла до 5290. Повідомлено про 3 смерті, кількість померлих зросла до 38. Налічувалось 4324 активні випадки хвороби (23 на кордоні, 4300 з місцевою передачею вірусу та один досліджувався).[99]
- У Сінгапурі повідомили про 1734 нових випадки хвороби, у тому числі 1633 з місцевою передачею вірусу, 97 проживали в гуртожитках і 4 завезені, внаслідок чого загальна кількість випадків сягнула 248587. Було підтверджено 16 смертей, кількість померлих зросла до 641.[100]
- Україна повідомила про 20050 нових випадків хвороби за добу та 725 нових смертей за добу, загальна кількість зросла до 3304058 і 80231 відповідно; загалом одужав 2726521 хворий.[101]

### 20 листопада
- У Бразилії кількість випадків COVID-19 перевищила 22 мільйони.[102]
- Канада повідомила про 1799 нових випадків хвороби, загальна кількість випадків зросла до 1764305.[103]
- Фіджі повідомили про смерть тримісячного немовляти від COVID-19, внаслідок чого кількість померлих зросла до 65. За останні 2 дні було зареєстровано 15 нових випадків хвороби.[104]
- Малайзія повідомила про 5859 нових випадків хвороби, загальна кількість випадків зросла до 2581747. Зареєстровано 4970 одужань, загальна кількість одужань зросла до 2482284. Зареєстровано 38 смертей, кількість померлих зросла до 29978.[105]
- Нова Зеландія повідомила про 171 новий випадок хвороби, загальна кількість випадків зросла до 9823. Зареєстровано 73 одужання, загальна кількість одужань зросла до 5363. Повідомлено про одну смерть, внаслідок чого кількість померлих зросла до 39. Налічувався 4421 активний випадок хвороби (24 на кордоні, 4396 з місцевою передачею вірусу та один досліджувався).[106]
- Сінгапур повідомив про 1931 новий випадок хвороби, у тому числі 1867 з місцевою передачі вірусу, 58 проживали в гуртожитках і 6 завезених, загальна кількість випадків зросла до 250518. Було підтверджено 13 смертей, кількість померлих зросла до 654.[107]
- В Україні за добу зареєстровано 18250 нових випадків хвороби та 664 нові смерті, загальна кількість зросла до 3322308 і 80895 відповідно; загалом одужали 2748500 хворих.[108]

### 21 листопада
- Канада повідомила про 1602 нові випадки хвороби, загальна кількість випадків зросла до 1765907.[103]
- Малайзія повідомила про 4854 нові випадки хвороби, загальна кількість випадків зросла до 2586601. Зареєстровано 5525 одужань, загальна кількість одужань зросла до 2487809. Зареєстровано 24 смерті, кількість померлих зросла до 30002.[109]
- У Новій Зеландії повідомили про 149 нових випадків хвороби, загальна кількість випадків досягла 9972. Зареєстровано 133 одужання, внаслідок чого загальна кількість одужань зросла до 5496. Кількість померлих залишилася на рівні 39. Налічувалось 4437 активних випадків хвороби (23 на кордоні, 4413 з місцевою передачею вірусу та один досліджувався).[110]
- Сінгапур повідомив про 1461 новий випадок хвороби, у тому числі 1415 з місцевою передачею вірусу, 40 проживали в гуртожитках і 6 завезених, загальна кількість випадків зросла до 253649. Було підтверджено 5 смертей, кількість померлих зросла до 667.[111]
- Україна повідомила про 7464 нові випадки хвороби за добу та 326 нових смертей за добу, загальна кількість зросла до 3340407 і 81598 відповідно; загалом одужали 2773490 хворих.[112]

### 23 листопада
Щотижневий звіт Всесвітньої організації охорони здоров'я:
- Канада повідомила про 2218 нових випадків хвороби, загальна кількість випадків зросла до 1772319.[114]
- Фіджі повідомили про 15 нових випадків хвороби за вихідні.[115]
- У Малайзії повідомили про 5594 нові випадки хвороби, загальна кількість випадків зросла до 2597080. Зареєстровано 4908 одужань, загальна кількість одужань зросла до 2498345. Зареєстровано 47 смертей, кількість померлих зросла до 30110.[116]
- У Новій Зеландії повідомили про 217 нових випадків хвороби, загальна кількість випадків досягла 10393. Зареєстровано 27 одужань, загальна кількість одужань зросла до 5525. Кількість померлих залишилася на рівні 40. Налічувалось 4828 активних випадків хвороби (26 на кордоні, 4801 з місцевою передачею вірусу та один досліджувався).[117]
- Сінгапур повідомив про 1782 нові випадки хвороби, у тому числі 1754 з місцевою передачею вірусу, 21 мешкали в гуртожитках і 7 завезених, загальна кількість випадків зросла до 255431. Було підтверджено 5 смертей, кількість померлих зросла до 672.[118]
- Україна повідомила про 12729 нових випадків хвороби за добу та 720 нових смертей за добу, загальна кількість зросла до 3353136 і 82318 відповідно; загалом одужали 2796597 хворих.[119]
- Прем'єр-міністр Франції Жан Кастекс отримав позитивний тест на COVID-19.[120]

### 24 листопада
- Канада повідомила про 2624 нові випадки хвороби, загальна кількість випадків зросла до 1774946.[121]
- Чехія перевищила поріг у 2 мільйони випадків хвороби, ставши 25-ю країною, в якій це відбулося.[122]
- Малайзія повідомила про 5755 випадків хвороби, загальна кількість випадків зросла до 2602835. Зареєстровано 5082 одужання, загальна кількість одужань зросла до 2503427. Зареєстровано 37 смертей, кількість померлих зросла до 30147.[123]
- У Новій Зеландії повідомили про 216 нових випадків хвороби, загальна кількість випадків досягла 10609. Зареєстровано 8 нових одужань, загальна кількість одужань зросла до 5533. Кількість померлих залишилася на рівні 40. Налічувалось 5036 активних випадків хвороби (27 на кордоні та 5009 з місцевою передачею вірусу).[124]
- Сінгапур повідомив про 2079 нових випадків хвороби, у тому числі 2030 з місцевою передачею вірусу, 40 проживали в гуртожитках і 9 завезених, загальна кількість випадків зросла до 257510. Було підтверджено 6 смертей, кількість померлих зросла до 678.[125]
- Україна повідомила про 14325 нових випадків хвороби за добу та 595 нових смертей за добу, загальна кількість зросла до 3367461 та 82913 відповідно; загалом одужав 2825641 хворий.[126]

### 25 листопада
- Канада повідомила про 2868 нових випадків хвороби, загальна кількість випадків зросла до 1777814.[127]
- Німеччина досягла показника в 100 тисяч смертей від COVID-19.[128]
- Малайзія повідомила про 6144 нові випадки хвороби, загальна кількість випадків зросла до 2608979. Зареєстровано 6602 одужання, загальна кількість одужань зросла до 2510029. Зареєстровано 48 смертей, кількість померлих зросла до 30195.[129]
- У Нова Зеландія повідомили про 180 нових випадків хвороби, загальна кількість випадків досягла 10789. Зареєстровано 2 одужання, загальна кількість одужань зросла до 5535. Зареєстровано одну смерть, внаслідок чого кількість померлих зросла до 41. Налічувались 5213 активних випадків хвороби (31 на кордоні та 5182 з місцевою передачею вірусу).[130]
- Сінгапур повідомив про 1275 нових випадків хвороби, у тому числі 1228 з місцевою передачею вірусу, 31 проживав у гуртожитках і 16 завезених, загальна кількість випадків зросла до 258785. Було підтверджено 3 смерті, кількість померлих зросла до 681.[131]
- У ПАР виявили новий тип варіанту під назвою Lineage B.1.1.529. Варіант сильно мутований і зустрічався лише в кількох випадках.[132]
- Україна повідомила про 16943 нових випадки хвороби за добу та 628 нових смертей за добу, загальна кількість зросла до 3384404 та 83541 відповідно; загалом одужали 2852452 хворі.[133]
- У Великій Британії кількість випадків перевищила 10 мільйонів.[134]

### 26 листопада
- Канада повідомила про 2360 нових випадків хвороби, загальна кількість випадків зросла до 1781468.[127]
- Малайзія повідомила про 5501 новий випадок хвороби, загальна кількість випадків зросла до 2614480. Зареєстровано 6664 видужання, загальна кількість одужань зросла до 2516693. Зареєстровано 45 смертей, кількість померлих зросла до 30240.[135]
- У Новій Зеландії повідомили про 177 нових випадків хвороби, загальна кількість випадків досягла 10966. Зареєстровано 14 одужань, внаслідок чого загальна кількість одужань зросла до 5549. Повідомлено про одну смерть, кількість померлих зросла до 42. Налічувалось 5375 активних випадків хвороби (36 на кордоні та 5339 з місцевою передачею вірусу).[136]
- Сінгапур повідомив про 1090 нових випадків хвороби, у тому числі 1064 з місцевою передачею вірусу, 22 мешкали в гуртожитках і 4 завезених, загальна кількість випадків зросла до 259875. Було підтверджено 3 смерті, кількість померлих зросла до 684.[137]
- Україна повідомила про 15936 нових випадків хвороби за добу та 608 нових смертей за добу, загальна кількість зросла до 3400340 і 84149 відповідно; загалом одужав 2877021 хворий.[138]
- Всесвітня організація охорони здоров'я класифікувала варіант «Омікрон» як варіант, що викликає занепокоєння.[48]

### 27 листопада
- Канада повідомила про 2183 нові випадки хвороби, загальна кількість випадків зросла до 1784354.[139]
- Фіджі повідомили про 20 нових випадків хвороби за попередні 2 дні. Повідомлено про одну смерть, кількість померлих зросла до 696.[140]
- Німеччина повідомила про перші 2 випадки захворювання на варіант Омікрон.[141]
- Малайзія повідомила про 5097 випадків хвороби, внаслідок чого загальна кількість випадків досягла 2619577. Зареєстровано 5352 одужання, загальна кількість одужань зросла до 2522045. Зареєстровано 40 смертей, кількість померлих зросла до 30280.[142]
- У Новій Зеландії повідомили про 148 нових випадків хвороби, загальна кількість випадків досягла 11114. Зареєстровано 18 одужань, внаслідок чого загальна кількість одужань зросла до 5567. Кількість померлих залишилася на рівні 42. Налічувалось 5505 активних випадків хвороби (41 на кордоні та 5464 з місцевою передачею вірусу).[143]
- Сінгапур повідомив про 1761 новий випадок хвороби, у тому числі 1689 з місцевою передачею вірусу, 63 проживали в гуртожитках і 9 завезених, загальна кількість випадків зросла до 261636. Було підтверджено 6 смертей, кількість померлих зросла до 690.[144]
- Україна повідомила про 14200 нових випадків хвороби за день та 568 нових смертей за день, загальна кількість зросла до 3414540 та 84717 відповідно; загалом одужали 2899967 хворих.[145]

### 28 листопада
- Канада повідомила про 1892 нові випадки хвороби, загальна кількість випадків зросла до 1786246.[146]
- Малайзія повідомила про 4239 нових випадків хвороби, внаслідок чого загальна кількість випадків досягла 2623816. Зареєстровано 5007 одужань, загальна кількість одужань зросла до 2527052. Зареєстровано 29 смертей, кількість померлих зросла до 30309.[147]
- Нідерланди повідомили про перші 13 випадків захворювання на варіант Омікрон.[148]
- Нова Зеландія повідомила про 148 нових випадків хвороби, загальна кількість випадків зросла до 11260. Зареєстровано 68 одужань, загальна кількість одужань зросла до 5635. Було повідомлено про одну смерть, кількість померлих зросла до 43. Налічувалось 5582 активні випадки хвороби (43 на кордоні та 5539 з місцевою передачею вірусу).[149]
- У Сінгапурі повідомили про 747 нових випадків хвороби, у тому числі 719 з місцевою передачею вірусу, 25 у гуртожитках і 3 завезених, загальна кількість випадків зросла до 262383. Було підтверджено 11 смертей, кількість померлих зросла до 701.[150]
- Україна повідомила про 7483 нові випадки хвороби за добу та 400 нових смертей за добу, загальна кількість зросла до 3422023 та 85117 відповідно; загалом одужали 2910237 хворих.[151]

### 29 листопада
- Канада повідомила про 2324 нових випадки хвороби, загальна кількість випадків зросла до 1790142.[152]
- Італія повідомила про 12932 нові випадки хвороби, перевищивши 5 мільйонів випадків загалом. Повідомлено про 47 нових смертей, кількість померлих зросла до 133674.[153]
- Малайзія повідомила про 4087 нових випадків хвороби, внаслідок чого загальна кількість випадків досягла 2627903. Зареєстровано 4984 одужання, загальна кількість одужань зросла до 2532036. Повідомлено про 61 смерть, кількість померлих зросла до 30370.[154]
- У Новій Зеландії повідомили про 185 випадків хвороби, загальна кількість випадків досягла 11444. Зареєстровано 9 одужань, загальна кількість одужань зросла до 5645. Кількість померлих залишилася на рівні 43. Налічувалось 5756 активних випадків хвороби (46 на кордоні та 5710 з місцевою передачею вірусу).[155]
- Сінгапур повідомив про 1103 нові випадки хвороби, включаючи 1070 з місцевою передачею, 25 проживали в гуртожитках і 8 завезених, загальна кількість випадків зросла до 263486. Було підтверджено 9 смертей, кількість померлих зросла до 710.[156]
- Україна повідомила про 5804 нові випадки за добу та 297 нових смертей за добу, загальна кількість зросла до 3427827 і 85414 відповідно; загалом одужали 2920714 хворі.[157]

### 30 листопада
- Щотижневий звіт Всесвітньої організації охорони здоров'я.[158]
- Канада повідомила про 1757 нових випадків хвороби, загальна кількість випадків зросла до 1791895.[152]
- Фіджі повідомили про 12 нових випадків хвороби за попередні 2 дні. Кількість померлих залишилася на рівні 696.[159]
- Малайзія повідомила про 4879 нових випадків хвороби, внаслідок чого загальна кількість випадків досягла 2632782. Зареєстровано 5168 одужань, загальна кількість одужань зросла до 2537204. Зареєстровано 55 смертей, кількість померлих зросла до 30425.[160]
- У Новій Зеландії повідомили про 135 нових випадків хвороби, загальна кількість випадків досягла 11576. Було повідомлено про 9 одужань, загальна кількість одужань зросла до 5654. Повідомлено про одну нову смерть, кількість померлих зросла до 44. Налічувалось 5878 активних випадків хвороби (44 на кордоні та 5834 в контрольованій ізоляції).[161]
- Сінгапур повідомив про 1239 нових випадків хвороби, у тому числі 1193 з місцевої передачі вірусу, 24 проживали в гуртожитках і 22 завезені, загальна кількість випадків зросла до 264725. Було підтверджено 8 смертей, кількість померлих зросла до 718.[162]
- Україна повідомила про 10554 нові випадки хвороби за добу та 561 нову смерть за добу, загальна кількість зросла до 3438381 та 85975 відповідно; загалом одужали 2946032 хворі.[163]

## Резюме
Станом на кінець листопада лише такі країни та території не повідомляли про випадки зараження SARS-CoV-2:
Азія
- Кокосові острови
- Острів Різдва
- Північна Корея
- Туркменістан

Океанія
- Острови Кука
- Науру
- Ніуе
- Острів Норфолк
- Піткерн
- Токелау
- Тувалу